# جائزة الكرة الذهبية 1994
جائزة الكرة الذهبية 1994، جائزة سنوية تُعطى لأفضل لاعب كرة القدم في العالم من طرف مجلة فرانس فوتبول الفرنسية، كما تقرره لجنة دولية من الصحفيين الرياضيين، وفاز بالجائزة في 1994 اللاعب البلغاري خريستو ستويتشكوف لاعب برشلونة.

## الترتيب
| الترتيب | اللاعب           | النادي       | الجنسية | النقاط |
| ------- | ---------------- | ------------ | ------- | ------ |
| 1       | خريستو ستويتشكوف | برشلونة      | بلغاريا | 210    |
| 2       | روبرتو باجو      | يوفنتوس      | إيطاليا | 136    |
| 3       | باولو مالديني    | إيه سي ميلان | إيطاليا | 109    |